# Бали, Шандор
Шандор Бали (венг. Bali Sándor; 18 января 1923, Тольна (медье) — 2 января 1982, Будапешт) — венгерский рабочий, активный участник антикоммунистического Венгерского восстания 1956 года, заместитель председателя Центрального рабочего совета. После подавления восстания — политзаключённый, после освобождения — диссидент.

## Рабочий-передовик
Родился в многодетной семье сельского подёнщика. Окончив начальную школу, стал подёнщиком сам. В 1946 году переехал в Будапешт. Работал слесарем-инструментальщиком на заводе имени Белоянниса.
Шандор Бали был передовиком производства, участвовал в стахановском движении. Считался одним из лучших инструментальщиков ВНР. Состоял в правящей Коммунистической партии Венгрии—Венгерской партии трудящихся

## Активист восстания
В октябре 1956 года Шандор Бали решительно поддержал антикоммунистическое Венгерское восстание. Участвовал в будапештских демонстрациях. В ноябре был избран заместителем председателя Центрального рабочего совета (ЦРС)
Вместе с председателем ЦРС Шандором Рацем Шандор Бали организовывал межзаводскую кооперацию и оборону будапештских заводов от правительственных и советских войск. Выступал с позиций рабочего самоуправления. Участвовал в переговорах с властями и советским командованием.
11 декабря 1956 Рац и Бали были приглашены в здание парламента на встречу рабочих активистов с Яношем Кадаром. Там они оба были арестованы.

## Заключённый и диссидент
Суд приговорил Шандора Бали к 12 годам заключения (Шандор Рац получил пожизненный срок). Оба освободились по амнистии в 1963 году.
Шандор Бали работал на электроламповом заводе. Поддерживал связи с Шандором Рацем и другими участниками венгерского диссидентского движения. Однако годы заключения сильно подорвали его здоровье, и это сказывалось на общественной активности.
Скончался Шандор Бали в возрасте 58 лет. На похоронах присутствовали несколько сотен человек, среди них видные диссиденты, в том числе будущий президент Венгрии Арпад Гёнц.

## Память
После демонтажа коммунистического режима в Венгрии были приняты меры к увековечиванию имени Шандора Бали. В 2007 году в Будапеште была установлена мемориальная доска, в 2009 именем Шандора Бали названа одна из улиц венгерской столицы. Регулярно проводятся памятные мероприятия.
В 2006 году, к 50-летию восстания, при участии внука Шандора Бали — Шандора Бали-младшего был снят фильм о событиях 1956 — Csapataink harcban álltak — Наши войска сражались, в котором была отражена роль Шандора Бали.

## Семья
Жена Шандора Бали — Шандорне Бали — была единомышленницей и соратницей мужа. Она также активно участвовала в Венгерском восстании и движении рабочих советов. Скончалась в 2010 году.
В браке Шандор и Шандорне Бали имели двоих детей.